# Famille Frerejean
La famille Frerejean est une famille subsistante d'ancienne bourgeoisie française et de maîtres de forges, présente aux  XVIIIe et  XIXe siècles dans la région lyonnaise en France.
Les forges appartenant à la famille Frerejean représentaient le deuxième ensemble sidérurgique français au cours de la première partie du XIXe siècle avec notamment quatorze hauts fourneaux, six forges, cinq mines de fer et quatre mines de charbon.
Fondeurs devenus progressivement sidérurgistes par l’achat de mines de charbons et de hauts-fourneaux ligériens, les Frerejean sont en 1821 à la tête de la première Société anonyme par actions à Lyon, et au milieu du XIXe siècle de la première entreprise sidérurgique française, sous le nom de Compagnie Terrenoire. Producteurs de fonte et de fer, ils deviennent aussi par l’adaptation des techniques anglaises aux conditions de production française, les premiers producteurs d’acier dans les années 1860, jusqu'à la crise financière et industrielle des années 1880 qui met fin à la sidérurgie lyonnaise.

## Les origines
La famille Frerejean (Fraggianni) est originaire du Val d'Aoste à Pré-Saint-Didier où plusieurs de ses membres étaient déjà maîtres de forges et antérieurement de la région des Abruzzes et des Pouilles à Barletta en Italie qui fut propriétaire du Palazzo della Marra. La famille Fraggianni était à l’origine une famille noble italienne, dont parmi ses plus illustres membres, on retrouve notamment Nicolai Fraggianni (1686 - 1763) Marquis, avocat et secrétaire du Roi de Naples.
Son blason provient de Lorenzo Fraggianni (Frerejehan), l'ancêtre qui avait choisi la France en servant d'intercesseur à Charles VIII auprès des Lombards pour trouver des fonds à l'armée française lors des guerres d'Italie (1495)[réf. nécessaire].
La branche française de la famille est de Lyon où un certain Pierre Frerejean (Frerejehan) fut canonnier d'antan et arma la flotte du Rhône (1557)[réf. nécessaire].

## Les racines protestantes
À la fin du XVIe siècle, la famille Frerejean (Frerejehan) vint s'établir à Paray-le-Monial et ses membres embrassèrent la religion protestante (Paray-le-Monial était alors parmi les principaux centres de propagation des idées du calvinisme en France). 
Tout au long du XVIIe siècle, la famille Frerejean fit partie de la bourgeoisie dite érudite de la communauté protestante de Paray-le-Monial[réf. nécessaire]. Ses membres étaient alors des maîtres de forges, ainsi que des commerçants dynamiques inspirés par les idées nouvelles issues de l'éthique protestante du travail[réf. nécessaire].
En 1685, la révocation de l'édit de Nantes eut pour conséquence le départ d'une grande partie des membres de la famille Frerejean vers l'étranger pour conserver le dogme protestant (une partie de la famille vint notamment s'établir en Hollande, ou il existe toujours des descendants). Ceux qui restèrent à Paray-le-Monial durent se convertir au catholicisme.[réf. nécessaire]

## La forge familiale
Jean-Marie Frerejean, né en 1705 à Paray-le-Monial, maître-chaudronnier sur cuivre, vint s'établir à Pont-de-Vaux où il épousa Jeanne Desvignes. Ils eurent neuf enfants, dont le quatrième Antoine en 1736. 
Ce dernier fit des études de 1747 à 1752 au Collège Royal de Pont-de-Vaux, puis entreprit l'apprentissage des métiers du cuivre, tout d'abord à la forge paternelle, puis à Lyon chez le maître chaudronnier Courtois, dont la forge spécialisée dans le travail du cuivre était située sur les quais de Saône à proximité des Terreaux. 
Le 25 juillet 1758, il épousa Benoîte Berger, belle-fille de Maître Courtois et reprit l'ensemble de ses ateliers lyonnais à l'âge de vingt-deux ans.
Ils eurent deux fils: Georges (6 octobre 1760) et Louis (8 août 1762) qui firent tous deux leurs études au collège de la Trinité à Lyon (1770-1778).

## Les premiers succès économiques
Pendant quinze ans, Antoine Frerejean sillonna l'Angleterre, le Saint Empire et la Hongrie et devint l'un des premiers négociants de cuivre d'Europe (dont le fil de laiton de Namur et de Dinant).
Il importa du cuivre d'Angleterre de qualité inconnue en France et le revendit aux autres martinets.
Dans les années 1770, il consacra une partie importante de sa production à la passementerie de cuivre qui connut alors un très fort développement. 
Il devint expert dans le martelage et la repousse du cuivre ; son esprit curieux le conduisit à collaborer aux recherches de Monsieur de Buffon sur la théorie de la chaleur et aux expériences des mines de Chessy dans la vallée de l'Azergues. Alors lui vint le désir de créer sa propre forge, mais pour cela il fallait être en dehors d'une ville.

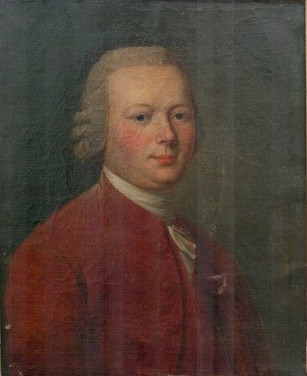
Antoine Frerejean en 1785

En juin 1774, il visita le domaine du procureur Colombe à Pont-Évêque qui était en état de délabrement et en fin de droits d'exploitation. 
Il obtint une nouvelle autorisation d'exploitation du Grand Maître des Eaux et Forêts en s'engageant à n'utiliser que du charbon de bois de châtaignier pour ne pas léser les charbonniers de la région et ne pas priver les habitants de leurs sources de chauffage.
Cette ancienne forge à cuivre devint par sa situation exceptionnelle (charbon de Saint-Étienne, réseau de canaux et de rivières, expertise de la main d'œuvre locale au travail des métaux depuis 2 siècles (fabrication d'épées et d'ancres de marine)) un des fleurons pendant cent ans de l'empire industriel des Frerejean. La renommée commencera par les chaudières fabriquées pour les teinturiers de Lyon et celles servant au raffinage des cannes à sucre à Saint-Domingue. Fortune sera faite à la suite des commandes reçues à l'occasion de la guerre d'indépendance des États-Unis (pour doubler la coque de 25 navires de guerre de plaques de cuivre pour éviter le pourrissement des coques en bois dans les mers chaudes des Antilles (gland des mers).
En 1781, Antoine Frerejean sollicita du Consulat de Lyon le droit de bourgeoisie octroyé jadis à ses aïeux. 
Il fit réaliser dans les ateliers du Suisse Jean Moritz à Vaise, le premier bateau à vapeur de l'histoire sur les plans de Jouffroy d'Abbans ; avec son fils Georges Frerejean (passionné de mécanique) ils résolurent le problème de la transmission du mouvement des pistons aux roues à aubes par une chaîne à double crémaillère et le 15 juillet 1783, le Pyroscaphe remonta la Saône de Vaise à l'île Barbe sous les applaudissements de plusieurs milliers de Lyonnais ; malheureusement, par jalousie Jacques-Constantin Périer refusera les subventions nécessaires aux améliorations et le projet sera abandonné.

## L'arrivée de la troisième génération et l'essor de la métallurgie
À l'âge de vingt-trois ans, Louis Frerejean se rendit en Angleterre pour « espionner » les techniques utilisées pour obtenir le cuivre de Chessy, en Cornouailles. 
À cinq ans de distance, Georges et Louis épousèrent les deux sœurs Grange, Jeanne et Aimée, filles d'un célèbre teinturier lyonnais. 
Le 22 mai 1789, Antoine Frerejean meurt dans son domaine de Crécy à Saint-Cyr-au-Mont-d'Or (acheté en 1781), laissant ses forges à ses deux fils qui se révélèrent de grands métallurgistes.
Les frères Louis et Georges Frerejean, à la mort du fondateur Antoine Frerejean l’année de la Révolution, sont aussi renommés pour les pièces destinés aux instruments de marine, sextants, longues-vues, astrolabes. Ils fournissent ainsi l’expédition de découverte de La Pérouse (1785-1788) commanditée par Louis XVI.

## La Révolution et l'Empire

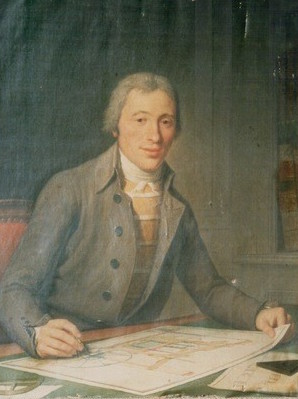
Georges Frerejean en 1797.

En 1791, ils achetèrent la forge des Chartreux à Lyon. 
L'année suivante, les frères Frerejean fondirent leurs premiers canons dans les ateliers de la rue Vielle, d'abord pour la municipalité « patriote » puis pour la municipalité contre-révolutionnaire. Le 1er septembre 1793, les deux frères décidèrent d'enfouir cent canons, de briser les moules et les fours de leurs forges, et d'abandonner la contre-révolution en quittant Lyon. 
Le 25 frimaire an II, le comité de salut public félicita les frères Frerejean de leur attitude patriotique et décida de leur attribuer une somme de quarante mille livres pour leur permettre de créer à Pont-de-Vaux une fonderie de canons.
Pendant deux ans à Pont-de-Vaux ils produisirent plus de huit cents canons de grande qualité pour soutenir les armées de la République grâce au métal des cloches des villes et villages de l'Ain et de Saône-et-Loire ; la fonderie était installée place Maubert, face à l'ancienne forge Frerejean, dans l'ancien couvent des Ursulines ; elle continuera à usiner des canons jusqu'en juillet 1796.
Malgré leur repli à Pont-de-Vaux, les deux frères ne cessèrent de penser à l'extension de l'établissement des bords de la Gère ; en juillet 1794 ils avaient acheté à leur voisin Vincent Plantier une forge à cuivre et en août 1800 ils louèrent à Vincent Meunier une forge et ses dépendances, un bel ensemble qu'ils acquirent deux ans plus tard. Désormais propriétaires de larges terrains au bord de la Gère, les Frerejean pouvaient soumettre en 1803 à l'administration les plans d'une nouvelle et vaste usine où ils s'engageaient à appliquer « les grandes moyens de mécanique pour de nombreuses manipulations de cuivre en même temps que la substitution de la houille au charbon de bois ». Les travaux se prolongeront cinq ans. Mais c'est un véritable ensemble industriel qu'ils feront bâtir : il comprendra cinq ateliers municipaux, un pour le cuivre, un pour le plomb, deux ateliers avec marteaux et feux de forge, un autre avec four à réverbère et laminoirs. Trois corps de bâtiments avec jardins prévus pour loger les ouvriers et leurs familles. Georges et Louis logeaient dans la maison de l'Œuvre ; « de là les maîtres de forges pouvaient contempler leur domaine… ils voyaient les murs qui entouraient totalement l'usine, dissimulant au monde extérieur cet univers métallurgique. Le canal de la Véga apportait l'indispensable force électrique, en faisant tourner douze roues autour desquelles étaient placé dix-huit hauts-fourneaux, trois laminoirs et trois martinets. »

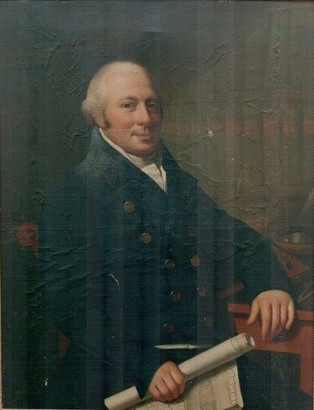
Louis Frerejean en 1808.

De 1800 à 1810, l'usine de Pont-Évêque produisit du cuivre (pour les besoins de l'industrie et de la marine française), du plomb laminé et du laiton. Une unité de production de canons y fut également créée en 1808 et permit la réalisation de plusieurs centaines de pièces.
À cinquante ans, George estima avoir comblé ses ambitions de métallurgiste et prit goût aux affaires publiques ; il entra au conseil municipal de Lyon (pour s'occuper des problèmes de voirie et d'urbanisme) et prit part à l'administration des hospices, avec son épouse, avec courage et détermination. Cette générosité fut également appliquée aux ouvriers de l'usine de Pont-Évêque. « Il s'occupait activement des caisses de bienfaisance, du logement, de l'éducation et de la santé à tel point qu'on le surnomma “le père des ouvriers” et quand, plus tard on inaugura l'église du bourg, on plaça tout naturellement le nouvel édifice sous la protection de saint Georges. »
Il fut un des premiers membres du Comité consultatif des arts et manufactures composé des trente industriels les plus importants de l'Empire fondé par Napoléon Ier en 1810. L'empereur pour le récompenser de ses réalisations le nomma colonel d'artillerie à titre honoraire.
Il est aussi administrateur des Hospices Civils de Lyon.
C'était également un amateur d'art et constitua une impressionnante collection de tableaux des écoles hollandaise et flamande ; il sauva de la fonte les grilles et ornements de la ville de Nuremberg qui furent d'abord installés dans sa demeure à Saint-Cyr-au-Mont-d'Or puis au château de Montrottier.
« Louis était bien différent de son frère aîné. Il incarnait pleinement, et sans état d'âme, cette société napoléonienne fondée sur le profit et la propriété. S'il n'était guère tenté par une carrière publique, il échafaudait de grands projets pour les forges, rêvant d'ajouter la sidérurgie au traditionnel travail du cuivre. Il songeait à rivaliser avec Le Creusot en instaurant à Pont-Évêque des hauts-fourneaux au coke. »
Louis se passionna par la découverte d'une mine de fer à La Voulte. Ayant analysé les causes des difficultés du Creusot et sûr de l'avenir de la métallurgie (selon l'exemple anglais) ; il œuvra pour obtenir le transfert de la concession que Napoléon lui accorda par décret signé à Moscou en 1812.
Pour limiter les risques et assurer pleinement la responsabilité de ses choix, il décida de tenter l'aventure seul. C'était la fin des « Frerejean frères ». Les deux usines étaient de valeur inégale. Louis se contenta de la petite forge de la rue Vielle et obtint ainsi une forte somme en numéraire, bien nécessaire pour remettre en marche la mine ardéchoise.

## La Restauration et l'avènement de la sidérurgie
L'année 1818 allait chambouler la prospérité : effondrement de l'Empire, suppression du blocus.
Pont-Évêque ne fut pas épargné ; pour pallier l'arrêt des forges, Georges proposa d'occuper les ouvriers à construire une maison de maître et un nouvel atelier.
Georges salua Louis XVIII alors que Louis espéra le retour de Napoléon. Georges fut décoré de la légion d'honneur en février 1817.
Louis s'échina pour maintenir ses droits rue Vielle et s'associa à Théophile de Chevron-Villette pour faire « rouler » le haut fourneau de Giez et y établir un laminoir pour la tôle et le fer-blanc. En 1817 il acquiert la forge de Cran près d'Annecy qui devint rapidement le premier centre métallurgique du royaume de Piémont-Sardaigne. Il refusa la nationalité sarde.
À nouveau il fallut connaître les méthodes britanniques ; il fut convenu que Louis de Gallois et Louis-Marie Frerejean (fils ainé de Louis) iraient étudier les exploitations anglaises. Là ils découvrirent le chemin de fer. En mai 1817 ils rentrèrent avec des projets pleins la tête et trouvèrent l'exploitation de Louis en Savoie trop étriquée. Ils visèrent alors l'exploitation de la concession de Terrenoire, près de Saint-Étienne.
C'est le 28 juin 1819 que fut formée la société Les forges et fonderie de Louis Frerejean et fils. Les détenteurs des parts étaient Blumenstein, Roux, les Frerejean et des aristocrates lyonnais désireux d'investir dans l'industrie naissante. Le premier objectif du groupe fut d'élever un haut fourneau à Vienne à l'île de la Roche et les premiers essais furent confiés à Louis-Marie. La mise à feu du haut-fourneau eut lieu le 3 février 1819.
Sous la responsabilité de Louis-Josephin (autre fils de Louis), la forge de la rue Vielle fut totalement consacrée à la fonte des cloches Paccard ; le père avait transformé des cloches en canons et le fils fondait des mortiers en cloches, revanche de l'histoire !
Si les affaires de Louis à Lyon et en Savoie prenaient une bonne tournure, celles de Vienne et de Terrenoire s'essoufflaient dans une course au gigantisme. Il fallut augmenter le capital en modifiant la structure des Forges et Fonderies Louis Frerejean et Fils. Elle devint, le 11 janvier 1821, la première société anonyme créée à Lyon. Elle s'appela Fonderies et Forges de Loire et Isère[réf. nécessaire].
Louis-Marie dessina les plans de la fonderie de Terrenoire destinée à convertir en fer malléable la fonte produite à Vienne, y installa cinq machines à vapeur et douze paires de cylindres de laminoirs confectionnés à Vienne, une soufflerie, huit fours de réchauffage, plusieurs martinets et fit venir d'Angleterre une cinquantaine d'ouvriers spécialisés. Une des premières décisions de la société fut une demande pour la construction d'une ligne de chemin de fer reliant le Rhône à la Loire. 2 ans plus tard Louis XVIII signa l'ordonnance accordant aux 3 concurrents la concession de 18 km entre Saint-Étienne et Andrezieux, premier chemin de fer français.

## Les hauts-fourneaux et le capitalisme industriel
Pour survivre la société familiale due avoir recours à de nouveaux fonds (notables de l'aristocratie, de la politique et de l'armée) pour réaliser ses projets ambitieux et se mua en compagnie première de la région et seconde du royaume.
Toutefois le transport du minerai de fer de la Voulte à Vienne s'avéra extrêmement coûteux, les essais de fabrication de fonte à Vienne décevants et la production du haut-fourneau encore insuffisante pour alimenter la forge de Terrenoire. De plus la compagnie se heurta à des difficultés dans l'instruction des demandes de concession. Compte tenu de ces multiples entraves Louis se retira de l'affaire et se consacra à ses affaires en Savoie avec deux de ses fils Louis-Marie et Benoît. Au préalable, Louis-Marie avait laissé des plans et des indications précises permettant des constructions impressionnantes qui transformèrent le site minier de La Voulte ce qui lui valut une médaille d'Or.
Le 29 janvier 1832 Louis s'éteignit rue Vielle en présence de ses quatre enfants : Louis-Marie, Josephin, Benoît et Marie-Benoîte. (À la mort de Louis, le groupe lyonnais constituait la deuxième entreprise sidérurgique française et contrôlait quatorze hauts fourneaux, six forges, cinq mines de fer et quatre mines de charbon). 
Josephin céda rapidement la fonderie de cloches lyonnaises.
Louis-Marie dirigea techniquement les ateliers de Cran et Benoît s'occupa de multiplier les débouchés et les sources d'approvisionnement.
Louis-Marie mourut à 56 ans subitement alors qu'il faisait du cheval.

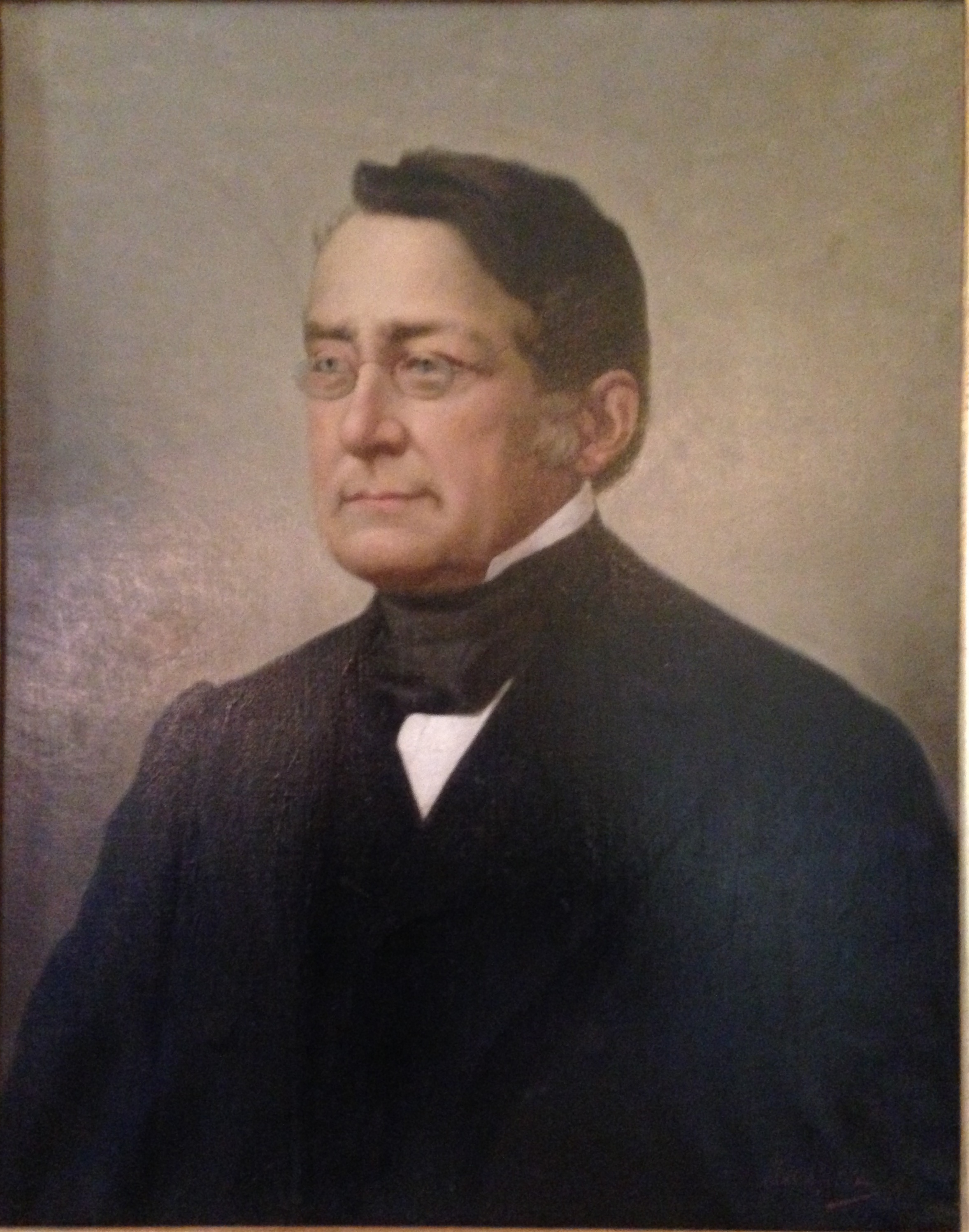
Benoît Frerejean en 1850

Benoît Frerejean deviendra propriétaire de l'ensemble de Cran un an plus tard. Après la réunification à la France en 1860, la manufacture textile de Cran déclinera rapidement et quatre ans plus tard licenciera 4000 employés ; les forges perdant d'un coup leurs débouchés licencieront les 2/3 de leur personnel. Il fallut se contenter d'affiner et de mouler de la fonte étrangère.
Benoît Frerejean se retira dans l'Ain à 62 ans, l'un de ses fils Francisque Frerejean ayant abandonné les forges pour se faire juriste et défendre passionnément la cause des Bourbons (il fut représentant du « comte de Chambord » pour la Savoie), l'autre fils Stanislas ayant échoué dans le projet de recréer une forge à Reynès dans les Pyrénées-Orientales à la suite de l'invention du four Bessemer.
Pendant ce temps, Georges maintenait la tradition du cuivre à Pont-Évêque. L'usine s'était encore étendue et utilisait les innovations les plus récentes. Il poursuivait ses activités pour les transmettre à son fils Georges-Louis.
Le jeune homme était brillamment sorti de Polytechnique à l'âge de vingt et un ans. Épris de chimie comme de métallurgie, il échafaudait chaque jour de nouvelles combinaisons techniques pour améliorer le travail et la production de Pont-Évêque. Sa passion le tua le 2 janvier 1822 lors d'une explosion dans son laboratoire.
Pour Georges, ce fut un nouveau choc après la mort de son épouse, mais il conserva ses activités en pensant à son cadet Victor pour continuer à entretenir le feu de la forge. Il fit de Pont-Évêque l'une des toutes premières forges du royaume, comme le confirma l'ingénieur Gueymard : « c'est le plus bel établissement de ce genre que nous ayons en France et il rivalise avec avantage avec ceux qui existaient en Angleterre pour la beauté et le fini des ouvrages en cuivrerie. »
Victor Frerejean ressemblait un peu à son père physiquement. À 21 ans, il s'apprêtait à reprendre la direction de cet important complexe ; il répétait avec orgueil que si le destin familial n'avait pas fait de lui un maître de forges il serait parti pour Paris rejoindre les peintres de Montmartre. Comme son père et son grand-père, il sacrifia au rite du voyage en Angleterre. Il amassa une foule de renseignements techniques et précis qui furent publiés dans les Annales des mines de 1826, tout en croquant les scènes romantiques de la campagne anglaise.
Il assista le 30 juillet 1827 avec son père et son oncle à l'inauguration de la première ligne de chemin de fer ; ils ne perdirent pas une miette de ce spectacle ; s'il l'on parvenait à faire venir jusqu'à Pont-Évêque un pareil chemin de fer les multiples problèmes de transport des matières premières seraient définitivement résolus. Louis pour sa part songeait avec nostalgie que le chemin ferré avait été en grande partie confectionné dans ses anciens ateliers de Vienne.
Lors de l'exposition des produits de l'industrie à Paris une médaille d'Or récompensa le travail de Pont-Évêque.
Georges vivait de plus en plus cloîtré dans sa maison de Pont-vêque. « Alité derrière les murs épais de cette petite citadelle qui paraissait garder les forges, il se mourait lentement tandis qu'en contrebas les cheminées fumaient ; parfois, péniblement, il se levait, se dirigeait vers la fenêtre et observait le lent mouvement des ateliers. Pendant un long moment il regardait ce qui avait été sa vie. Il pensait à son père venu de Pont-de-Vaux, il revoyait comme par éclairs les troubles de la Révolution française, les instants où l'on avait frôlé la mort et la ruine, et puis les espoirs nés de l'Empire et la Restauration. Que de bouleversements, que de changements, que de tempêtes dans lesquels il avait fallu maintenir le cap ! » Paisiblement, Georges rendit l'âme le 20 janvier 1831, à 71 ans. On ramena le corps à Saint-Cyr et les funérailles furent conduites par Victor et son gendre André Lorin conseiller général de l'Ain et député de Trévoux. En plus du numéraire, il léguait à ses enfants l'usine de Pont-Évêque, une vaste maison à Lyon, le domaine de Saint-Cyr-au-Mont-d'Or et une propriété près de Bourg.

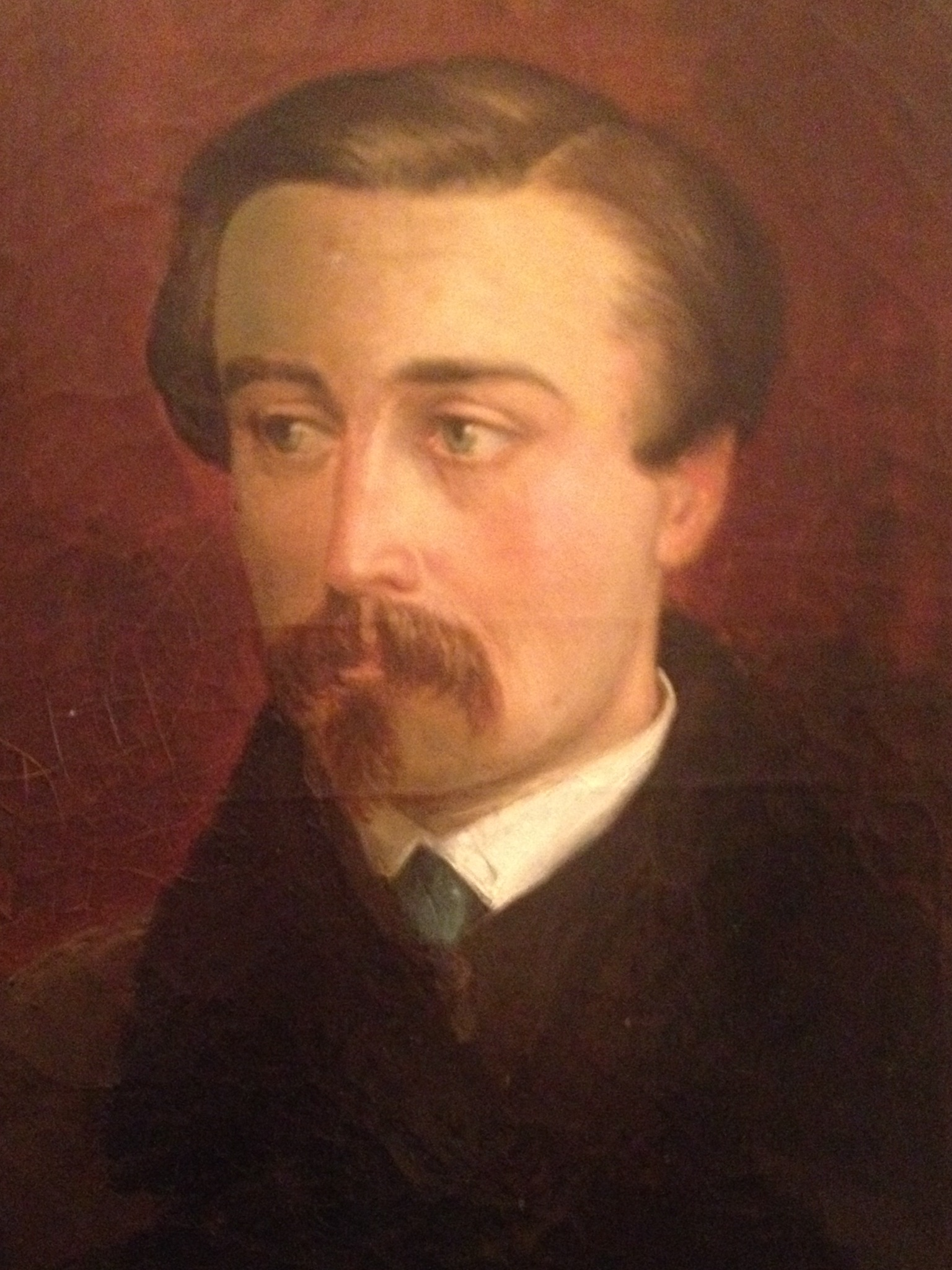
Francisque Frerejean en 1863

Après la disparition des deux frères Georges et Louis à quelques mois de distance 1831-1832, les forges Frerejean continuèrent à se développer dirigées par leurs fils respectifs Victor Frerejean et Benoît Frerejean.
Lors du soulèvement des canuts, Victor fut élu capitaine dans la Garde nationale et conseiller municipal de Lyon. Il parvint à préserver la vie de Jean Guignol qui, malheureusement fut éventré le lendemain par une autre troupe.
Régulièrement, il allait prendre les eaux à Cauterets avec ses cousins Roux et leur fille Madeleine qu'il finit par épouser en 1837.
Les lignes à construire étaient dévoreuses de fer et Victor savait que seule la sidérurgie lui permettrait de participer à cette aventure, le cuivre appartenant au passé.
Pour ce, il avait besoin d'une source de fer point trop éloignée de Pont-Évêque ; il se mit à sonder le sous-sol de la région et détecta un gisement ferrugineux à Saint-Quentin-Fallavier. Il garda une seule idée en tête : faire venir le chemin de fer aux portes de ses ateliers et maintenir le protectionnisme.  Pour plaider cette cause il fallait se trouver au cœur de la politique. En février 1842 il se présenta comme député à Vienne mais il fut malheureusement battu de quelques voix et ne put participer au débat sur la loi-programme des chemins de fer. Le 6 juin de la même année six lignes en étoile étaient dessinées au départ de Paris et une seule transversale : Bordeaux-Avignon ; rien n'avait été prévu pour désenclaver Pont-Évêque.
Victor Frerejean abandonna ses ambitions politiques pour se consacrer à ses projets industriels. En 1844, il reçut la légion d'honneur des mains de Louis-Philippe.
En janvier 1842, il fait construire un haut fourneau d'essai et toute l'année s'échina à mener des expériences de fusion sur le minerai de Saint-Quentin, travail qui permit à son esprit créateur de s'exprimer. Pour un temps il s'établit dans la maison de l'œuvre. Le 1er décembre, les essais étant concluants, il déposa une demande auprès du Préfet pour deux hauts fourneaux à Pont-Évêque et deux autres à Saint-Quentin, ce qu'il obtint pour Pont-Évêque. Désormais, l'usine transformait quatorze tonnes de fonte par jour ce qui lui permettait de fournir des coffres de machines et des pièces pour la marine mais aussi rails, essieux, roues et éléments de ponts métalliques pour la nouvelle ligne de chemin de fer Lyon-Avignon.

## L'apogée du groupe familial puis les premières difficultés économiques

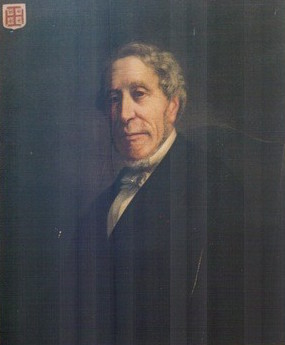
Victor Frerejean en 1848.

Parmi ses nombreuses améliorations techniques, il déposa un brevet pour les fours à puddler. Mais l'épineuse question du transport n'était toujours pas réglée. Si le charbon de Rive-de-Gier arrivait par chalands sur la Gère, le fer venait de Saint-Quentin par charrettes ce qui augmentait le coût et imposait une rotation incessante de petits chevaux trapus. Lors de l'attribution de la ligne Lyon-Avignon, on discuta de deux tracés d'embranchements en direction de Grenoble : celui de Grenoble à Vienne (plus court, mais plus coûteux) et celui de Grenoble à Valence (plus facile à réaliser). Victor se lança avec ferveur dans une nouvelle campagne en faveur du premier ; pour ne pas transiger entre les Isérois et les Valentinois, en octobre 1845 l'administration choisit un troisième tracé : Grenoble - Saint-Rambert-d'Albon !Mais Victor ne baissa pas les bras, il poursuivit inlassablement son combat, bien décidé à forcer le progrès. Il fit étudier à ses frais un tracé Vienne-Bourgoin mais en vain ; le dépérissement de l'usine se fit lentement le site connut encore des développements pendant quelques années mais pour Victor cette impasse venait de sonner le glas de ses ambitions.
Après l'abdication de Louis-Philippe, la République suspendit le développement du chemin de fer et arrêta le programme maritime ce qui fut un coup dur pour Pont-Évêque. Au mois de mars 2 des 3 hauts fourneaux que comptait à présent l'usine étaient éteints ; pourtant les ouvriers de Pont-Évêque n'avaient pas participé aux troubles révolutionnaires car ils avaient leurs habitations aux abords des ateliers, leurs jardinets pour faire pousser leurs légumes, leurs écoles pour les enfants et surtout ils gagnaient trois francs par jour, soit trois fois plus que les ouvriers du tissage de la laine à Vienne. Après le coup d'État de Louis-Napoléon Bonaparte, la reprise fut rapide et brutale. Jamais les affaires ne furent plus florissantes pour les maîtres de forge, compte tenu de l'abondance des commandes de rails. Pour participer pleinement à l'embellie économique l'entreprise eut besoin d'une nouvelle structure où Victor garda la majorité absolue des parts. Mais rapidement il abandonna la direction à son ami François de La Selve pour passer quatre mois de l'année à Pau.
Pour lutter contre le libre échange, 400 maîtres de forges et industriels se regroupèrent au sein du Comité des forges en 1864, dont Victor Frerejean et le député Eugène Schneider; Napoléon III refusa de recevoir la délégation mais invita Victor à Compiègne où il ne put entretenir l'empereur des dangers de la concurrence étrangère. Dans les mois suivant les frontières s'ouvraient. En février 1860 Victor se fit adouber chevalier de l'ordre équestre du Saint-Sépulcre de Jérusalem pour couronner sa dévotion sincère et par reconnaissance pour les dons faits à l'Église. Selon la tradition Victor fit serment de défendre la veuve et l'orphelin, de demeurer disponible pour défendre l'Église et d'assister quotidiennement à la messe. À son retour il trouva l'empire en pleine agitation politique.
En 1867, tous les Frerejean étaient à Paris pour participer à l'exposition universelle. Les forges de Cran exposaient leurs fers au magnésium et celles de Pont-Évêque des roues et des essieux de wagons, des chaudières de locomotives, des poutrelles de ponts métalliques et des plaques de blindage de navires
Son fils Georges s'engagea à 23 ans dans l'armée pour la durée de la campagne d'Italie. Il revint de Solférino avec le grade de sergent mais changé. Il s'enrôla dans les zouaves pontificaux puis défendit courageusement la patrie en 1870 avant d'être un riche célibataire insouciant entre chasse à courre, réceptions mondaines et pèlerinages à Rome.
Après la mort de son épouse Madeleine, Victor Frerejean se retira dès 1876 en Savoie au château de Montrottier et mourut en 1886.

## La fin du groupe industriel
Sous la férule de nouveaux propriétaires les hauts fourneaux s'éteignirent et l'usine ne produisit que de la fonte moulée, ayant produit avec succès des blindages de cuirassés. La faiblesse des investissements, la baisse des commandes ferroviaires, le manque de réserve et les pertes accumulées eurent raison de l'entreprise le 15 décembre 1888.

## La période contemporaine
Descendants du maître de forges lyonnais, Louis Frerejean, les trois frères : Guillaume, Richard et Rodolphe Frerejean Taittinger ont fondé en 2005, le champagne Frerejean Frères, Premier Cru, à Avize, situé sur la Côte des Blancs. Cette association fraternelle fait singulièrement écho à l’aventure familiale qui conduisit jadis, les frères Frerejean à repousser les assauts prussiens contre la Champagne, en fournissant des canons aux armées françaises notamment lors de la bataille de Valmy.[Interprétation personnelle ?],.

## Alliances notables
Les principales alliances de la famille Frerejean sont : Arthaud de La Ferrière, Olphe-Galliard, du Buisson de La Boulaye, de Dianous de La Perrotine, de Descallar, Trudon des Ormes, Aguettant, de Mailly-Nesle, Taittinger, de La Barre de Nanteuil, de Montesquiou-Fezensac.

## Odonymie

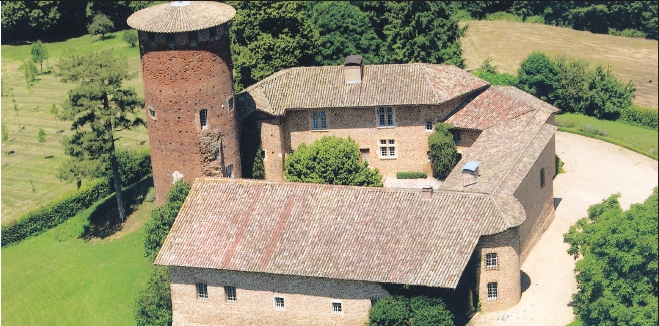
Château de Chavagneux appartenant à la famille.

Avenue Georges et Louis Frerejean 38780 Pont Évêque : Elle est dédiée aux maîtres de forges lyonnais Georges et Louis Frerejean.